# Aemilia brunneipars
Aemilia brunneipars är en fjärilsart som beskrevs av George Francis Hampson 1909. Aemilia brunneipars ingår i släktet Aemilia och familjen björnspinnare. Inga underarter finns listade i Catalogue of Life.